# Nightmask
Nightmask il cui vero nome è Keith Remsen, è un personaggio dei fumetti, creato da Archie Goodwin (testi) e Tony Salmons (disegni), pubblicato dalla Marvel Comics tra il 1986 e il 1989 all'interno del progetto editoriale New Universe. La sua prima apparizione è in Nightmask n. 1 (novembre 1986).

## Biografia del personaggio
Keith Remsen era un ragazzo diciottenne allievo del Dott. Horst Kleinmann, un esperto nello studio dei sogni. Timoroso che la sua invenzione, una macchina che consentiva di entrare nei sogni altrui, fosse rubata, il dottore uccise tutta la famiglia Remsen, lasciando Theodora, la sorella di Keith, paralizzata e Keith stesso in coma.
Il ragazzo si risvegliò il 22 luglio 1986, giorno del fatidico Evento Bianco che lo dotò del potere di entrare telepaticamente nei sogni altrui e manipolarli.
Keith, con l'aiuto di sua sorella che poteva comunicare con lui mentre era nella dimensione onirica, usò la sua abilità per guarire le persone da problemi psichici e per opporsi al Dottor Kleinmann.
La fine della loro lotta però non fu mai mostrata in quanto la serie, come altre facenti parte del New Universe, fu prematuramente chiusa dopo 12 numeri.

### The War
Dopo il Black Event, Remsen fu uno dei primi paranormali a entrare nei ranghi dell'esercito U.S.A. durante la mini-serie The War (inedita in Italia). Il suo compito consisteva nel sondare le reclute per individuare eventuali squilibri mentali. Tuttavia, senza l'aiuto di sua sorella (che lo ancorava alla realtà mentre era nella dimensione onirica) impazzì progressivamente, arrivando a tentare di uccidere il Presidente degli Stati Uniti.

### Untold Tales of the New Universe
Nello one-shot "Untold Tales of the New Universe: Nightmask - Kingdom of the Gnome", pubblicato nel 2006 in occasione del ventennale del New Universe, viene mostrata la fine dello scontro tra Nightmask e il Dr. Kleinmann.

## Altre apparizioni

### Exiles
Durante la saga World Tour, gli Exiles, inseguendo Proteus in varie realtà, giungono anche nel New Universe. Nightmask è uno dei personaggi coinvolti e tenta di sconfiggere Proteus entrando all'interno dei suoi sogni. Tuttavia il tentativo fallisce e Proteus fugge colpendo Remsen al cuore. Non è chiaro se sopravvive o meno. Nel corso della vicenda pare morire per mano di Proteus.

### Newuniversal
Nella serie newuniversal, scritta nel 2007 da Warren Ellis, e ambientata nell'universo di Terra-555, compaiono due diversi Nightmask in due diverse epoche storiche:
- Izanami Randall è una ragazza nippoamericana che vive a San Francisco e lavora come commessa in un negozio di fumetti cinesi. Riceve il glifo di Nightmask durante l'Evento Bianco del 2006, diventando uno degli araldi del cambiamento di paradigma in corso, dovuto al fatto che la Terra è entrata in contatto con la struttura Neouniversale dell'universo.
- Trull era il primo Nighmask di questa realtà, introdotto nell'albo one-shot "Newuniversal: Conquerer"[2], ambientato nel anno 2689 a.C. dopo il primo Evento Bianco. Ha contribuito a fondare la mitica città di Zardath, in Lettonia governato da Starr l'Uccisore, portatore dell'epoca dello Starbrand. Nonostante Trull fosse il consigliere di Starr, in realtà era un uomo malvagio, che volutamente ingorava la propria missione usando i suoi poteri per cospirare la morte di Starr ed ottenere il potere. Trull dava la caccia agli altri superumani, nascondendoli a Starr, svuotandoli della loro mente e dei loro poteri, portandoli a mostruose mutazioni. Il personaggio di Trull prende il nome dal mago nemico dell'originale Starr the Slayer, nella serie Chamber of Darkness[3].

### Terra-616
Un nuovo Nightmask appare nell'Universo Marvel ufficiale (Terra-616) nella serie dei Vendicatori legata a Marvel NOW!. Questo Nightmask è un essere umano artificiale dalla pelle scura proveniente dal pianeta Marte. Si unisce ai Vendicatori insieme allo Star Brand di questo universo.